# Powiśle (Wiślinka)
Powiśle (deutsch Bohnsackertroyl) ist ein Wohnplatz von Wiślinka (Weßlinken), einem Dorf der Landgemeinde Pruszcz Gdański im Powiat Gdański der Woiwodschaft Pommern in Polen. Der Ort wird vom Główny Urząd Statystyczny (GUS) nicht mehr eigens statistisch erfasst.

## Geografie

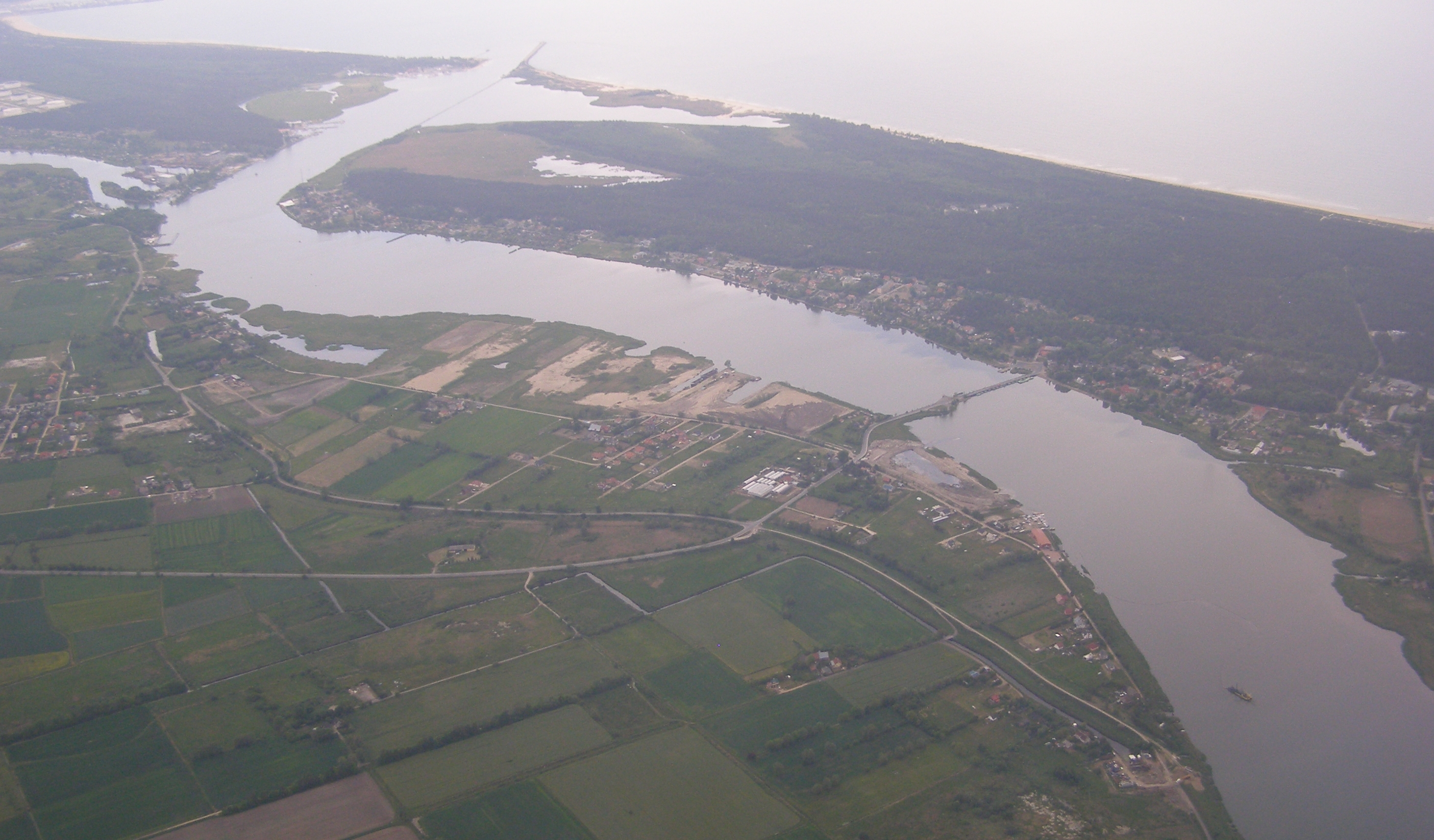
Powiśle im Luftbild (Bildmitte vor dem Fluss)

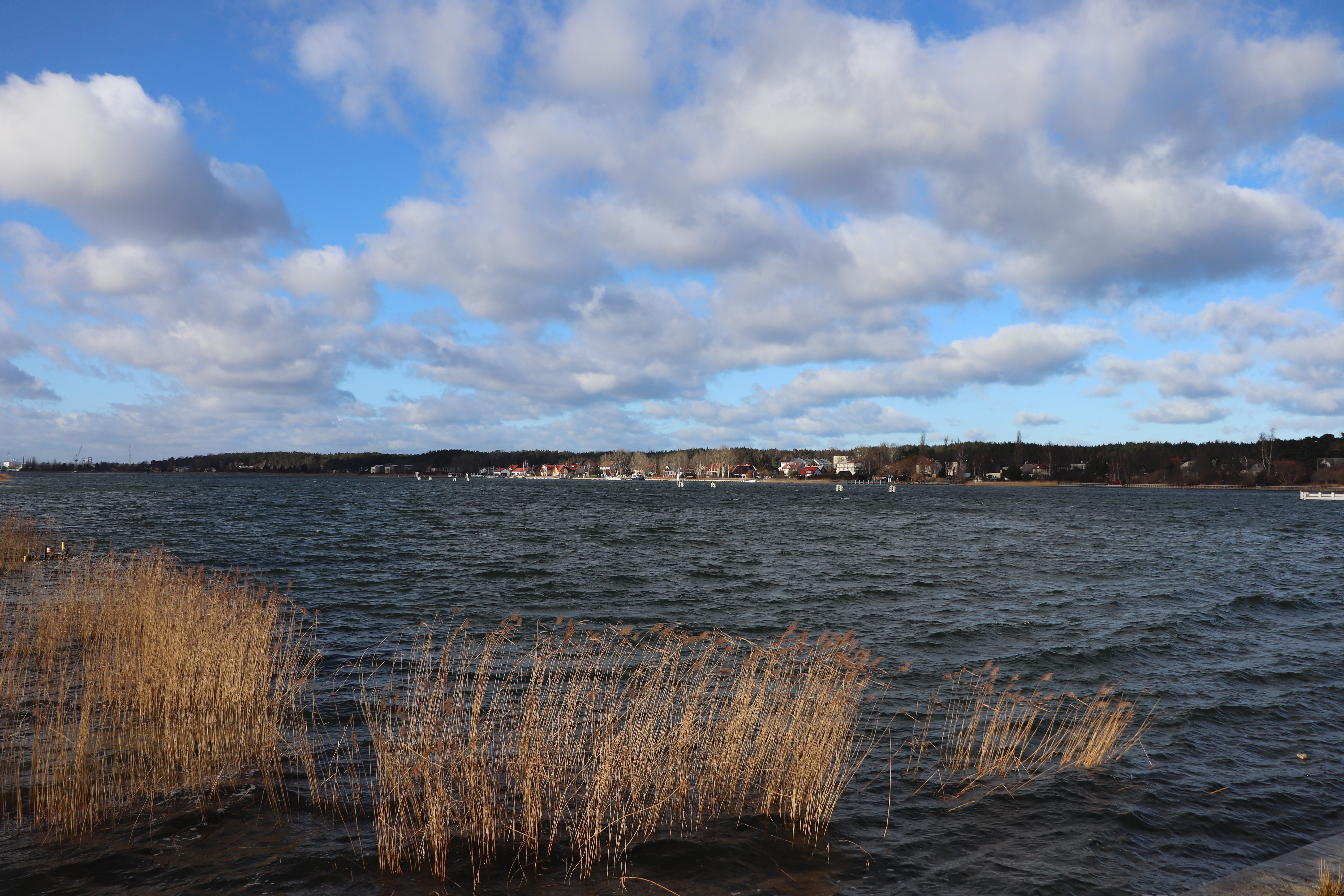
Blick über die Tote Weichsel

Wiślinka liegt im Nordosten der Gemeinde. Powiśle liegt nördlich des Dorfs auf dem linken Ufer der Martwa Wisła (Tote Weichsel). Da das Gebiet nördlich des Deichs liegt, wurde es als Weßlinker Außendeich bezeichnet. Der Wohnplatz erstreckt sich über sieben Hektar (1936) von der Weichselbrücke im Osten fast bis an die Stadtgrenze von Danzig im Westen. Die Stadtmitte ist etwa zwölf Kilometer entfernt. Die Landschaft gehört zum Żuławy Wiślane (Weichsel-Nogat-Delta). Jenseits des Flusses liegt der Badeort und Danziger Stadtteil Sobieszewo (Bohnsack) auf der Wyspa Sobieszewska (Bohnsacker Insel bzw. Nehrung und Neue Binnennehrung).

## Geschichte
Die Dörfer Bonensack und Wisselynke wurden in der Ordenszeit seit der Wende vom 14. zum 15. Jahrhundert urkundlich erwähnt. Die Bezeichnung „Troyl“ leitet sich vom Treideln ab. Bohnsackertroyl gehörte zur Gemeinde Bohnsack und zur Stadt Danzig. Weßlinken erhielt nach der Danziger Willkür 1601 die Rechte eines freien Dorfs. Der Weiße Krug diente auch als Wachhaus für den Deich. Er hatte 1885 21 Einwohner. Mit den Polnischen Teilungen wurde das Gebiet von Preußen annektiert.
Am 1. Januar 1874 wurde die Kreisordnung für die Provinz Preußen eingeführt, diese wurde vier Jahre später wieder in die Provinzen Ost- und Westpreußen geteilt. Die Landgemeinde Weßlinken mit dem Wohnplatz Bohnsackertroyl gehörte seit 1887 zum Kreis Danziger Niederung der Provinz Westpreußen. Bezirks- und Standesamt sowie die evangelische Kirche befanden sich in Reichenberg. Die Katholiken des Orts waren in die Königliche Kapelle in Danzig (Kaplica Królewska) und seit 1925 in die Liebfrauen-Kirchengemeinde eingepfarrt. Der Wohnplatz hatte 1885 zehn Häuser sowie 207 und 1905 250 Einwohner (Weßlinken 1905 705).
Kreis und Amtsbezirk wurden gemäß den Bestimmungen des Friedensvertrags von Versailles am 10. Januar 1920 an die Freie Stadt Danzig abgetreten. Nach dem deutschen Überfall auf Polen kam das Gebiet von 1939 bis 1945 völkerrechtswidrig zum Reichsgau Danzig-Westpreußen und in der Folge des Zweiten Weltkriegs an die Republik Polen. In Weßlinken war ein Außenkommando des KZ Stutthof eingesetzt. Die deutschen Ortsbewohner wurden vertrieben.
Bohnsackertroyl erhielt den Namen Powiśle (übersetzt nah der Weichsel). Wiślinka erhielt den bestehenden polnischen Ortsnamen und war von 1945 bis 1954 Sitz der Gmina Wiślinka, einer Landgemeinde, die 1954 in Gromadas aufgelöst wurde. Bei der Wiedergründung als Gmina Przejazdowo wurde der Sitz in das gleichnamige Dorf (deutsch Quadendorf) verlegt. Im Jahr 1976 wurde ihr Gebiet auf die Landgemeinden Cedry Wielkie und Pruszcz Gdański aufgeteilt. Ihr Gebiet gehörte von 1945 bis 1998 zur Woiwodschaft Gdańsk bzw. zu deren Vorgängerin.
Die Fähre von Powiśle bzw. Wiślinka nach Sobieszewo wurde 1973 durch die längste Pontonbrücke des Landes ersetzt. Schwere Lastkraftwagen wurden bis zum Bau der Klappbrücke auch weiterhin mit der Fähre transportiert. Zum 1. Januar 1999 kam die Landgemeinde zur Woiwodschaft Pommern und zum neu gegründeten Powiat Gdański (Danziger Kreis). Wiślinka ist Sitz eines Schulzenamts (sołectwo). Sołtys ist seit 2015 Robert Gorczyński. Das Dorf hatte 2002 insgesamt 950, 2011 1201 und 2021 1565 Einwohner. Im November 2018 wurde die „Most 100-lecia Odzyskania Niepodległości Polski“ (Brücke zum 100. Jahrestag der Wiedererlangung der Unabhängigkeit Polens) über die Tote Weichsel eröffnet.

## Tourismus und Verkehr
Auf dem Gebiet von Powiśle wurde eine Hotelanlage, eine Marina mit Liegeplätzen für 32 Boote, weitere Schiffsanleger und eine Zufahrt für Boote durch das Marschland angelegt. In drei Etappen soll eine Wohnanlage mit 344 Appartements entstehen. Ein Radweg führt von Przejazdowo zum Strand der Wyspa Sobieszewska an der Ostsee. Er gilt als „breitester Strand“ des Landes.
Die Woiwodschaftsstraße DW 501 führt von Przejazdowo über Wiślinka und die Klappbrücke über Sobieszewo zur Stromweichsel. Sie endet in Krynica Morska (Kahlberg-Liep) auf der Frischen Nehrung (Mierzeja Wiślana) kurz vor der russischen Grenze (Oblast Kaliningrad). Bei Przejazdowo und Koszwały bestehen Auffahrten auf die Schnellstraße S7 (droga ekspresowa).
Der nächste Fernbahnhof ist Gdańsk Główny, der nächste internationale Flughafen der Lech-Wałęsa-Flughafen in Danzig.